# Autostopem przez Galaktykę (film)
Autostopem przez galaktykę (ang. The Hitchhiker's Guide to the Galaxy) – brytyjsko-amerykański film science fiction oparty na powieści Douglasa Adamsa o tym samym tytule.

## Opis fabuły
Arthur Dent, brytyjski dziennikarz radiowy, w jednym dniu traci swój dom oraz macierzystą planetę. Kosmiczni planiści postanowili wytyczyć nową autostradę międzygalaktyczną i na drodze stanęła im niepozorna planeta – Ziemia. Główny bohater ocalił kiedyś życie Fordowi Prefectowi, autorowi przewodników podróżnych po wszechświecie, a ten rewanżuje mu się, zabierając go „okazją” (przy pomocy nadajnika umieszczonego na kciuku) na statek „ekipy budowlanej”, która wcale nie jest zadowolona z faktu, iż zabrała autostopowiczów na pokład. Tak rozpoczyna się kosmiczna przygoda.
Często pojawia się hasło: „nie panikuj i zawsze miej przy sobie ręcznik”, które stało się sloganem reklamowym tego filmu.

## Obsada
- Martin Freeman – Arthur Dent
- Mos Def – Ford Prefect
- Sam Rockwell – Zaphod Beeblebrox
- John Malkovich – Humma Kavula
- Zooey Deschanel – Tricia McMillan
- Bill Nighy – Slartibartfast
- Warwick Davis – Marvin the Paranoid Android
  - głos podkładał Alan Rickman